# Ostap Vishnia
Pavlo Mykhailovych Hubenko (em ucraniano:  Павло Михайлович Губенко; 13 de novembro de 1889, Zinkiv, Ucrânia - 28 de setembro de 1956, Kiev, Ucrânia), mais conhecido pelo pseudônimo Ostap Vishnia foi um escritor e humorista ucraniano.